# MS-DOS Editor
MS-DOS Editor, znany również jako edit – edytor tekstu dołączony do MS-DOS od wersji 5.0. Charakteryzowała go wygodniejsza obsługa w stosunku do starszego Edlin. Był typowym programem interakcyjnym w środowisku DOS, a więc menu obsługiwały klawisze Alt i F10, kopiowanie, wycinanie i wklejanie realizowano kombinacjami Ctrl+C, Ctrl+X i Ctrl+V, a w tekście poruszano się za pomocą klawiszy kursorów. Uwzględniał on także klawisze PgUp/PgDn, Insert, Delete.
Wersja dostarczana z Windows 95 mogła zastępować systemowego Notepada, ponieważ miała mniejsze ograniczenie dla plików. edit w wersji DOS 7.0 potrafi edytować pliki do 65 279 linii i 5 MB zajętości pliku (wersje wcześniejsze do 300 – 400 KB w zależności od wolnej pamięci).

## Możliwości
- możliwość edycji 9 plików naraz (w wersji Windows, w wersji DOS tylko jeden plik)
- możliwość podziału ekranu na dwie części, w których można edytować dwa różne pliki
- schematy kolorów
- pliki mogą być otwarte w trybie binarnym, gdzie liczba znaków w linii jest ustalona, a znaki nowej linii są traktowane jak każdy inny znak

Część z tych możliwości została dodana wraz z pojawieniem się Windowsa 95.

## Ograniczenia
- poza trybem binarnym znaki tabulatora zamieniane są na spacje, a znaki nowej linii UNIX-a zamieniane są na format DOS-a
- nie wspiera Unicode
- wersja dla DOS-a nie ma wsparcia dla plików binarnych, wyświetlania wielu plików i używa tylko 640 KB pamięci RAM
- nie ma możliwości użycia drukarek sieciowych lub USB